# Luděk Horký
Luděk Horký (* 30. července 1974, Praha) je český divadelní režisér, dramaturg a manažer vývoje centra dramaturgie tvorby pro děti a mládež České televize. Je externím pedagogem Filozofické fakulty Univerzity Karlovy se zaměřením na teorii a historii dramatického umění pro děti. Je prezidentem českého národního střediska nevládní organizace ASSITEJ (světová organizace divadel pro děti a mládež) a členem Dramaturgické rady PerformCzech Institutu umění/Divadelního ústavu Praha.

## Vzdělání a umělecká dráha
Absolvoval Katedru divadelní a filmové vědy na Filozofické fakultě Univerzity Karlovy. Později nastoupil do amatérského Divadla Radar, kde započala jeho režijně-dramaturgická dráha.

## Divadlo

### Divadlo Radar
V Divadle Radar působí od roku 1992, kdy se stal zakládajícím členem Divadelního shluku Dovejvrtky (zanikl s koncem devadesátých let). Postupně vedl dramatické kroužky Bambule, Bobři, Bouličky, Delfíni, Písklata a Čulibrčko a výběrové soubory Bez názvu, Hrobeso, Zlatý výběr, Bylo nebylo a Načerno. Založil a vedl dětskou autorskou dílnu Čulibrk. Přibližně v letech 1995—2005 byl zástupcem uměleckého šéfa. Od roku 1995 je dramaturgem Divadla Radar. V současnosti stojí v čele výběrových souborů Hrobeso. Se souborem Hrobeso se pravidelně dostává na přehlídku amatérského divadla Jiráskův Hronov. Mezi významné herce, co prošli jeho režií patří Martin Písařík, Vojtěch Dyk, Lenka Zahradnická nebo třeba Jiří Panzner.
Významné inscenace, na kterých se podílel:
- Mnoho povyku pro nic (režie, premiéra: 2005)
- Poručík z Inishmoru (režie, premiéra: 2015)
- Revizor (režie, premiéra: 2013)
- Tři mušketýři (režie, premiéra: 2011)
- Frank Pátý (režie, premiéra: 2009)
- Ostře sledované vlaky (režie, premiéra: 2018)
- Racek (režie, premiéra: 2021)
- Zlatý drak (dramaturgie, premiéra: 2018)

### Profesionální divadlo
Od roku 1995 do roku 2006 pracoval postupně jako lektor dramaturgie a dramaturg v Divadle ABC, scéně Městských divadel pražských.
Vedle toho pravidelně dramaturgicky spolupracuje s režisérem Davidem Drábkem (např. inscenace Racek ve Slovenském Národním divadle, Richard III. v Klicperově divadle Hradec Králové a další).
Člen výboru Českého národního střediska ASSITEJ (organizace profesionálních činoherních divadel pro děti a mládež). Člen odborné rady pro amatérské činoherní divadlo NIPOS-ARTAMA.
Lektor seminářů při celostátních přehlídkách Popelka Rakovník (2009, 2010), Jiráskův Hronov (2010) a člen odborných porot přehlídek amatérského divadla (Popelka Rakovník 2010, 2011; Divadelní Děčín 2011).
Porotce autorské soutěže divadelních her pro děti Oříšky pro Popelku, vyhlašované NIPOS-ARTAMA.
Aktuálně spolupracuje jako dramaturg v Divadle D21 na inscenaci Král Ubu a je spoluautorem textu inscenací 27 (Geisslers Hofcomoedianten), Pohádky z košíku a Pověsti pro štěstí (SemTamFór).

## Česká televize
Centrum dramaturgie tvorby pro děti a mládež vede od roku 2013, podílel se na přípravě a spuštění specializovaného dětského programového okruhu ČT :D.
Interně pracuje v České televizi od roku 2006 (dramaturg a moderátor dětských pořadů, vedoucí projektů Hřiště 7, Kabarety z maringotky a Návrat Studia Kamarád).
Před tím pracoval jako televizní scenárista (seriály Redakce, Horákovi; televizní pořady pro děti Pohádková půda, Edův pohádkový balík atd.). 